# Nyctibatrachus tunga
Nyctibatrachus tunga — вид жаб родини Nyctibatrachidae. Описаний у 2022 році.

## Поширення
Ендемік Індії. Вид з обмеженим ареалом. Відомий з потоків у вічнозелених лісах і кавових плантацій верхнього басейну річки Тунга в центральних Західних Гатах.